# 83-тя окрема десантно-штурмова бригада (РФ)
83-тя окрема гвардійська десантно-штурмова бригада (83 ОДШБр, в/ч 71289) — окрема частина у складі Повітряно-десантних військ Збройних сил Російської Федерації й у минулому у складі Десантно-штурмових формувань Сухопутних військ СРСР (до 1990 року) та у складі ПДВ СРСР (з 1990 року).
Бригада дислокована в Уссурійську. Чисельність особового складу близько 3500 осіб.

## Історія

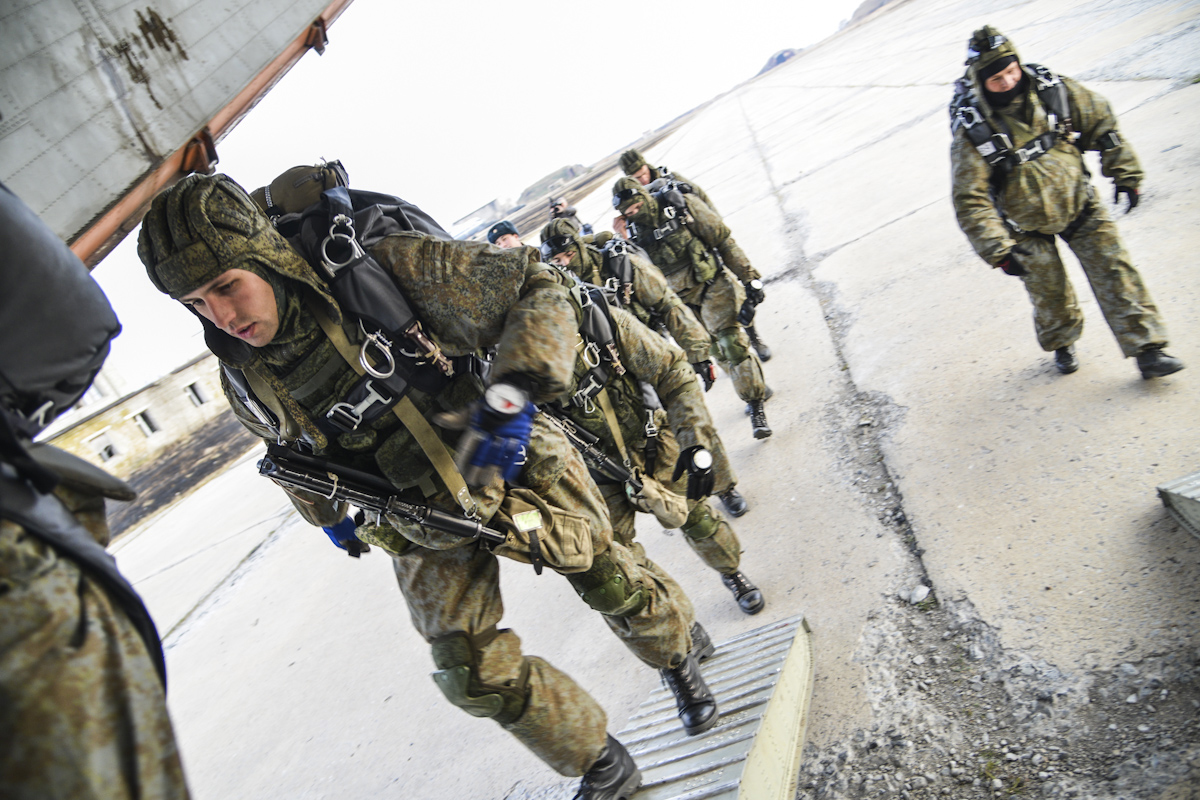
Парашутисти 83-ї окремої десантно-штурмової бригади з парашутними системами Арбалет-2 заходять в Іл-76 під час тактичного навчання в жовтні 2017 року

1 грудня 1985 року в місті Бялогард (Польща) був сформований 65-й окремий десантно-штурмовий батальйон чисельністю 602 військовослужбовців й 2 робочих та службовців. Батальйон формував підполковник В. М. Синіцин.
У травні-листопаді 1986 року в місті Бялогард на базі 65-го окремого десантно-штурмового батальйону (п/п 15555) була сформована 83-тя окрема десантно-штурмова бригада Головного командування військ Західного напрямку. Бригада формувалася на території 126-го окремого розвідувального батальйону 6-ї гвардійської мотострілецької Вітебсько-Новгородської двічі Червонопрапорної дивізії (до лютого 1985 року 90-ї гв. танкової дивізії) Північної групи військ. Після формування 126-ї гв. орб була передислокована до села Сипнево.
На формування бригади її основною метою була блокада Балтійських проток й захоплення пускових ракетних натовських установок на данському острові Борнхольм. Крім того, її солдати займалися захистом ядерної зброї, що зберігалася недалеко від Бялогарду. Завданням бригади стала участь у виведенні цієї зброї з Польщі.
До складу бригади увійшли:
- управління бригади (п/п 54009);
- 1-й парашутно-десантний батальйон;
- 2-й парашутно-десантний батальйон;
- 3-й парашутно-десантний батальйон;
- артилерійський дивізіон.

1 серпня 1990 року 83-тя окрема десантно-штурмова бригада Північної групи військ була передана в підпорядкування командуючого ПДВ СРСР. й переформована на 83-ту окрему повітряно-десантну бригаду. У червні-липні 1990 року бригада завершила переміщення залізницею та авіацією у місто Уссурійськ, де увійшла до складу Червонопрапорного Далекосхідного військового округу.
У грудні 1995 року — січні 1996 року бригада була виведена зі складу ПДВ й передана до командуванню Червонопрапорного Далекосхідного військового округу.
У 1996 році батальйони бригади отримали окремі номери.
Після передачі в Сухопутні війська в 83-ій ОДШБр у селищі Лялічи був сформований 111-ий окремий танковий батальйон (31 танк Т-80Б, з них 3 навчально-бойової групи експлуатації). Також в Лялічах був окремий дшб бригади.
У 1996 році батальйони бригад отримали окремі номери. До складу 83-ї ОДШБр увійшли:
- 593-й (або 598-й) окремий парашутно-десантний батальйон;
- 635-й окремий парашутно-десантний батальйон;
- 654-й окремий парашутно-десантний батальйон;
- 9-й окремий гвардійський гаубично-артилерійський дивізіон.

11 жовтня 2013 року 83-тя окрема десантно-штурмова бригада увійшла до складу Повітряно-десантних військ.

### Російське вторгнення в Україну 2022 року
В кінці березня 2022 року знищено заступника командира 83-ї окремої десантно-штурмової бригади РФ підполковника Віталія Слабцова.
30 березня Генштаб ЗСУ повідомив, що 28 березня в пункті постійної дислокації 83-ї окремої десантно-штурмової бригади пройшла церемонія прощання з загиблими військовослужбовцями — орієнтовно 200 осіб.
У жовтні 2022 року в Рязані поховано загиблого під час вторгнення Росії в Україну заступника командира бригади підполковника Олега Ташматова.

## Структура

### 2014
- Управління (в/ч 71289);
- 1-й десантно-штурмовий батальйон;
- 2-й десантно-штурмовий батальйон;
- 3-й десантно-штурмовий батальйон;

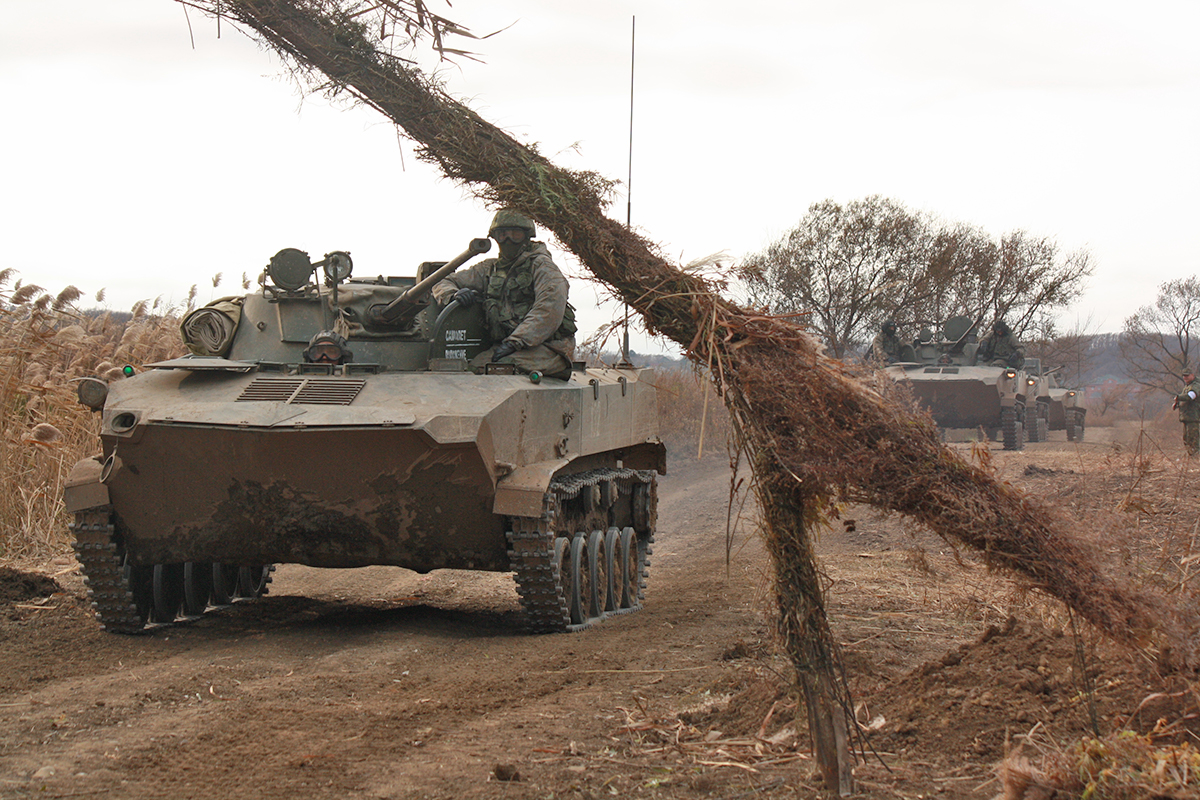
БМД-2 83-ї окремої десантно-штурмової бригади під час тактичного навчання в жовтні 2017 року

- Гаубичний артилерійський дивізіон;
- Зенітна ракетно-артилерійська батарея (ЗУ-23, ГАЗ-66);
- Протитанкова батарея;
- Розвідувальна рота;
- Рота безпілотних літальних апаратів;
- Стрілецька рота снайперів;
- Рота зв'язку;
- Інженерно-саперна рота;
- Рота радіаційної хімічної біологічного захисту;
- Ремонтна рота;
- Рота матеріального забезпечення;
- Медична рота;
- Взвод десантного забезпечення;
- Комендантський взвод.

### 2017
- Управління:
  - Командування;
  - Штаб;
  - Начальники служб;
  - Штаб тилу.
- 1-й парашутно-десантний батальйон:
  - 1-я парашутно-десантна рота;
  - 2-я парашутно-десантна рота;
  - 3-тя парашутно-десантна рота;
  - Самохідна артилерійська батарея;
  - Окремі взводу;
- 2-ї десантно-штурмовий батальйон:
  - 4-я десантно-штурмова рота;
  - 5-я десантно-штурмова рота;
  - 6-я десантно-штурмова рота;
  - Мінометна батарея;
  - Окремі взводу;
- 3-ї десантно-штурмовий батальйон:
  - 7-я десантно-штурмова рота;
  - 8-я десантно-штурмова рота;
  - 9-я десантно-штурмова рота;
  - Мінометна батарея;
  - Окремі взводи:
    - взвод управління;
    - взвод забезпечення;
    - зенітно-ракетний взвод;
    - взвод розвідки;
- Гаубичної артилерійський дивізіон:
  - 1 гаубична артилерійська батарея;
  - 2 гаубична артилерійська батарея;
  - 3 гаубична артилерійська батарея;
  - Протитанкова батарея;
  - Окремі взводу;
- Розвідувальний батальйон:
  - 1 Рота розвідки;
  - 2 Рота розвідки;
  - Рота спеціального призначення;
  - Окремі взводу;
- Спеціальні підрозділи бойового і тилового забезпечення:
  - Взвод радіаційного, хімічного і біологічного захисту;
  - Стрілецька рота снайперів;
  - Танкова рота;
  - Рота десантного забезпечення;
  - Рота управління;
  - Зенітно-ракетна артилерійська батарея;
  - Інженерно-саперна рота;
  - Рота матеріального забезпечення;
  - Рота безпілотних літальних апаратів;
  - Медична рота;
  - Ремонтна рота.

### 2019
- Управління (в/ч 71289);
- 1-й десантно-штурмовий батальйон;

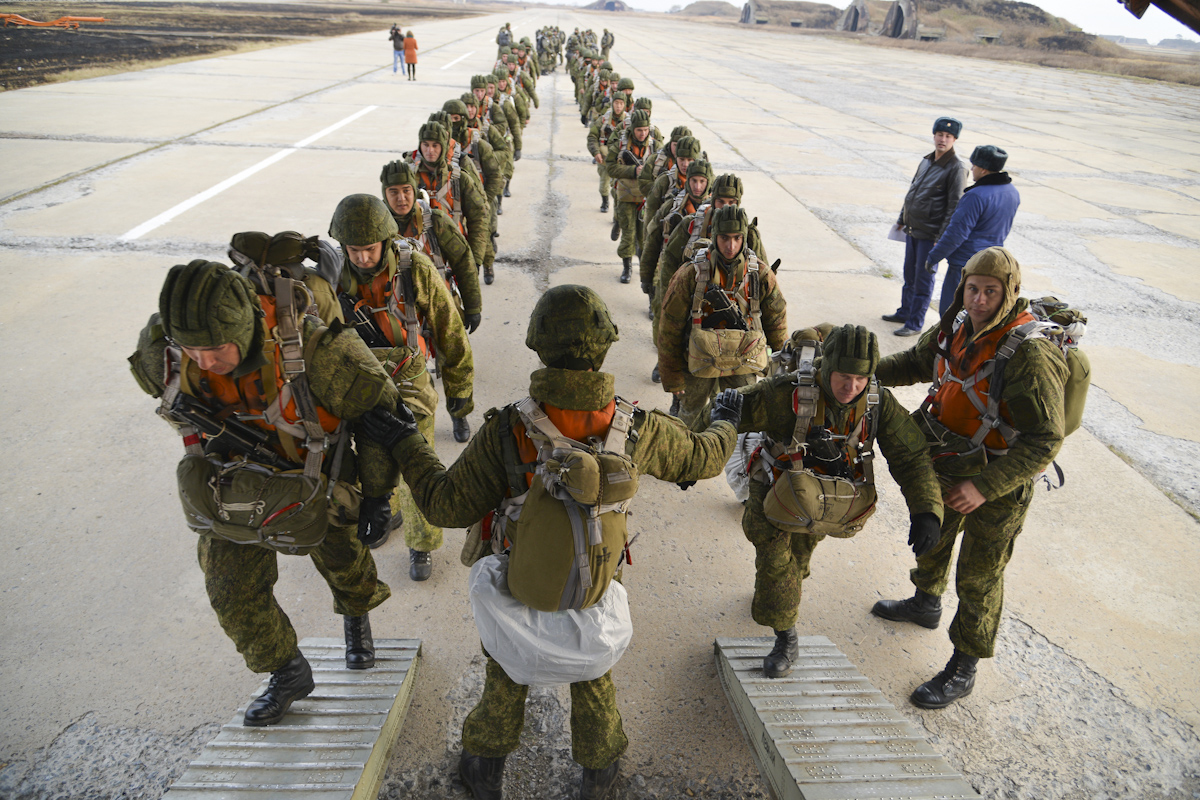
Парашутисти 83-й окремої десантно-штурмової бригади заходять в Іл-76 в парашутних системах Д-10 під час тактичного навчання в жовтні 2017 року.

- 2-й десантно-штурмовий батальйон (1 бтгр);
- Парашутно-десантний батальйон (2 бтгр);
- Розвідувальний батальйон;
- Гаубично-артилерійський дивізіон;
- Рота десантного забезпечення;
- Рота безпілотних літальних апаратів;
- Стрілецька рота (снайперів)
- Зенітно-ракетна батарея;
- Рота управління;
- Інженерно-саперна рота;
- Ремонтна рота
- Рота матеріального забезпечення;
- Медична рота
- Взвод військової поліції
- Взвод постановки радіоперешкод.
- Взвод радіаційно-хімічного біологічного захисту

## Командування

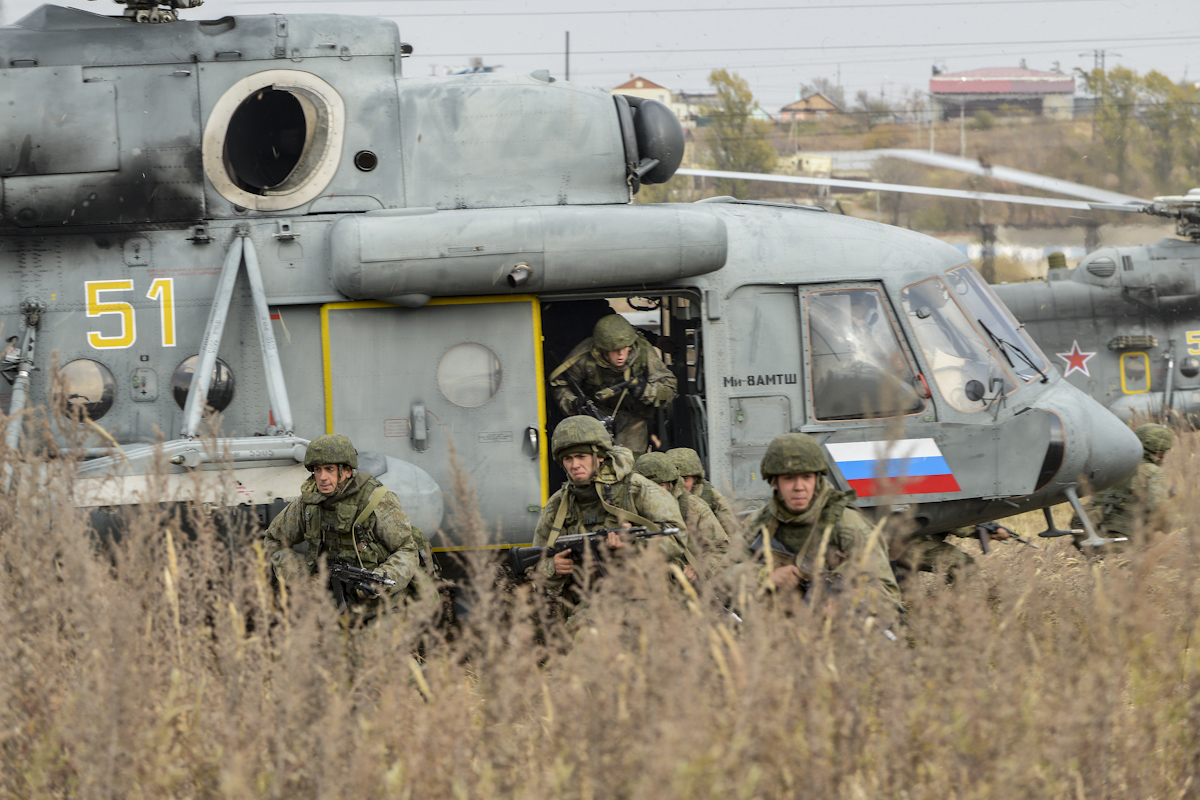
Посадочне десантування з Мі-8АМТШ бійців 83-ї окремої десантно-штурмової бригади під час тактичного навчання в жовтні 2017 року

- Генерал-майор Володимир Бородавкін,
- Підполковник Валерій Скобкін
- Полковник Володимир Казанцев,
- Полковник Олександр Толмачов,
- Полковник Олександр Іванов,
- Полковник Юрій Волянін,
- Полковник Євген Нікіфоров
- Полковник Сергій Гусєв
- Полковник Дарбінян Арутюн Ванцикович
- Гвардії полковник Дембицький Олександр В'ячеславович
- Гвардії полковник Максимов Сергій Вікторович
- Полковник Железняков Роман Олексійович
- Полковник Нємоляев Олександр В'ячеславович
- Полковник Куцань Андрій Олександрович (тво)
- Полковник Городілов Артем Ігоревич

## Втрати
З відкритих джерел та публікацій журналістів відомо про деякі втрати 83 одшбр: